# 니콜라우스 코페르니쿠스 기념비 (토룬)

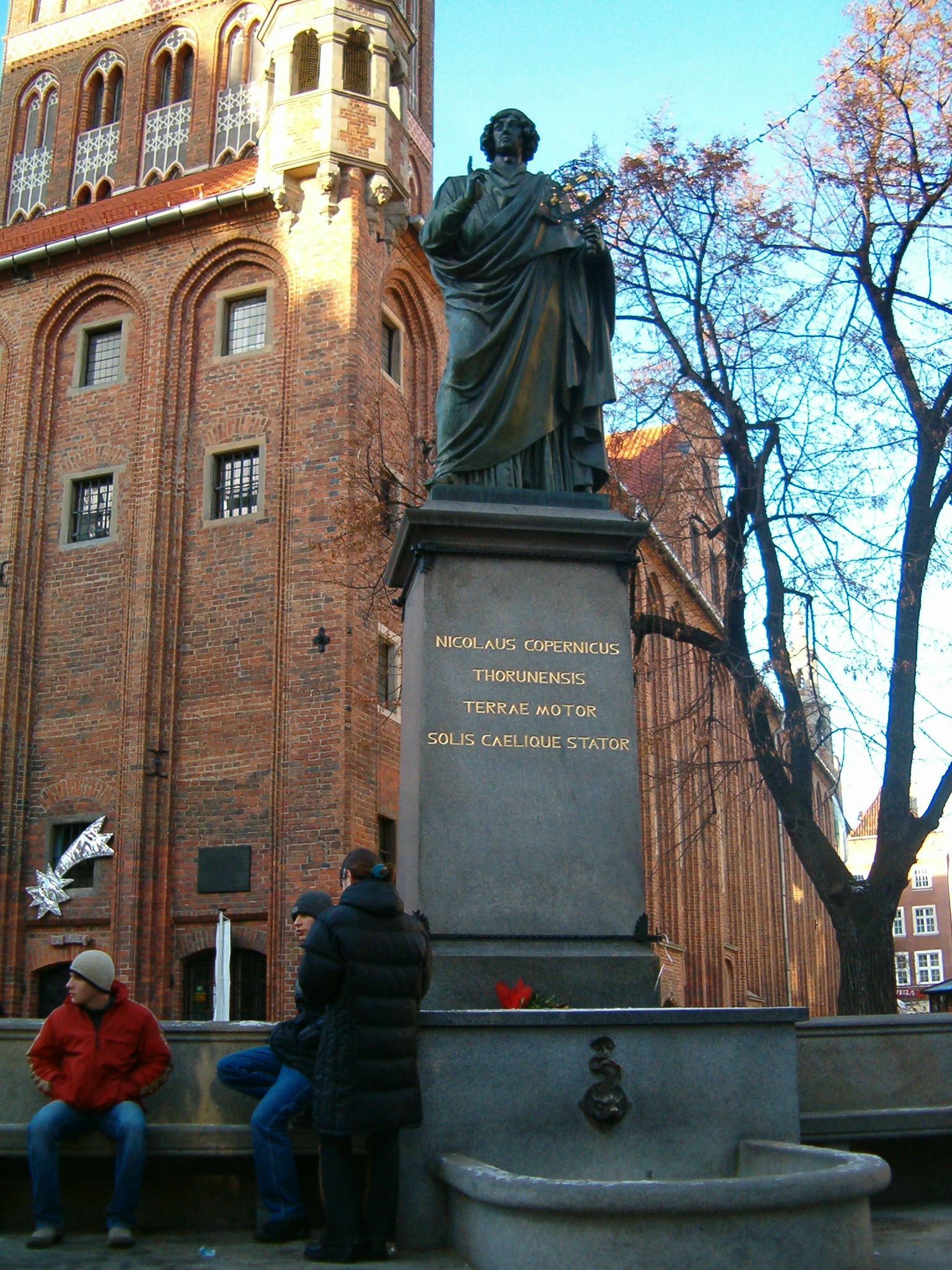
니콜라우스 코페르니쿠스 기념비

니콜라우스 코페르니쿠스 기념비(폴란드어: Zamek krzyżacki w Toruniu)은 폴란드 쿠야비포모제주 토룬에 니콜라우스 코페르니쿠스 기념비다. 토룬은 니콜라우스 코페르니쿠스의 고향이다. 1853년 세워졌다.
기념비는 학자 복장을 한 코페르니쿠스를 표현하고 있다. 그의 왼손은 성반을 잡고 있으며 오른손 검지손가락은 하늘을 가리키고 있다. 이것은 코페르니쿠스와 천문학 및 천체 연구의 연결을 상징한다.